# Іван V Єрусалимський
Іван V Єрусалимський (VII століття – 735) патріарх Єрусалиму між 706 і 735 роками. Його патріаршество припало на час іконоборчих процесів за візантійського імператора Лева III Ісавра. Єрусалим був під владою мусульман, у Палестині та Сирії відбувалися гоніння на християн.

## Біографія
Про Івана відомо, що він був ченцем. 706 року він змінив Анастасія II на посаді патріарха Єрусалима. Він був другом Іоанна Дамаскина і висвятив його в сан священика невдовзі після того, як той вступив у монастир, щоб присвятити себе чернецтву. Іоан Єрусалимський підтримував Дамаскина в його боротьбі проти імператора Лева та іконоборців, зокрема шляхом написання кількох трактатів проти іконоборства. 
Під час свого патріаршества Іоану довелося протистояти мусульманському правителю Палестини, халіфу Омару II. Омар прийшов до влади 717 року й розпочав переслідування християн. За його правління Палестина стала більше мусульманським, ніж християнським краєм. Окрім заборони християнам робити вино та примусового навернення в іслам, багато з них зазнали мученицької смерті. 

## Суперечливості
Існують певні дискусії щодо періоду його партріаршества. Так, за Євтихієм, Іоан залишався на патріаршому престолі протягом сорока років (до 745). Також немає повної згоди стосовно того, хто був його наступником. За деякими даними, його наступником став Іоан VI (правління 735-760 рр.) Інші вчені вважають, що Іоан V і Іоан VI були однією й тією ж особою. 